# Epinephelus coioides
Epinephelus coioides é uma espécie de peixe da família Serranidae.
Pode ser encontrada nos seguintes países: Austrália, Barém, Bangladexe, Brunei, Camboja, China, Djibuti, Egito, Eritrea, Fiji, Hong Kong, Índia, Indonésia, Irão, Iraque, Israel, Japão, Jordânia, Quénia, Kuwait, Macau, Malásia, Maurícia, Micronésia, Moçambique, Nova Caledónia, Omã, Paquistão, Palau, Papua-Nova Guiné, Filipinas, Catar, Reunião, Arábia Saudita, Singapura, Somália, África do Sul, Sri Lanca, Sudão, Taiwan, Tanzânia, Tailândia, Emirados Árabes Unidos, Vietname e Iémen.
Os seus habitats naturais são: florestas de mangal tropicais ou subtropicais, mar aberto, mar costeiro, pradarias aquáticas subtidais, recifes de coral, águas estuarinas, zonas intertidais e lagoas costeiras de água salgada.
Está ameaçada por perda de habitat.